# Vilhelm Moberg
Pour les articles homonymes, voir Moberg.

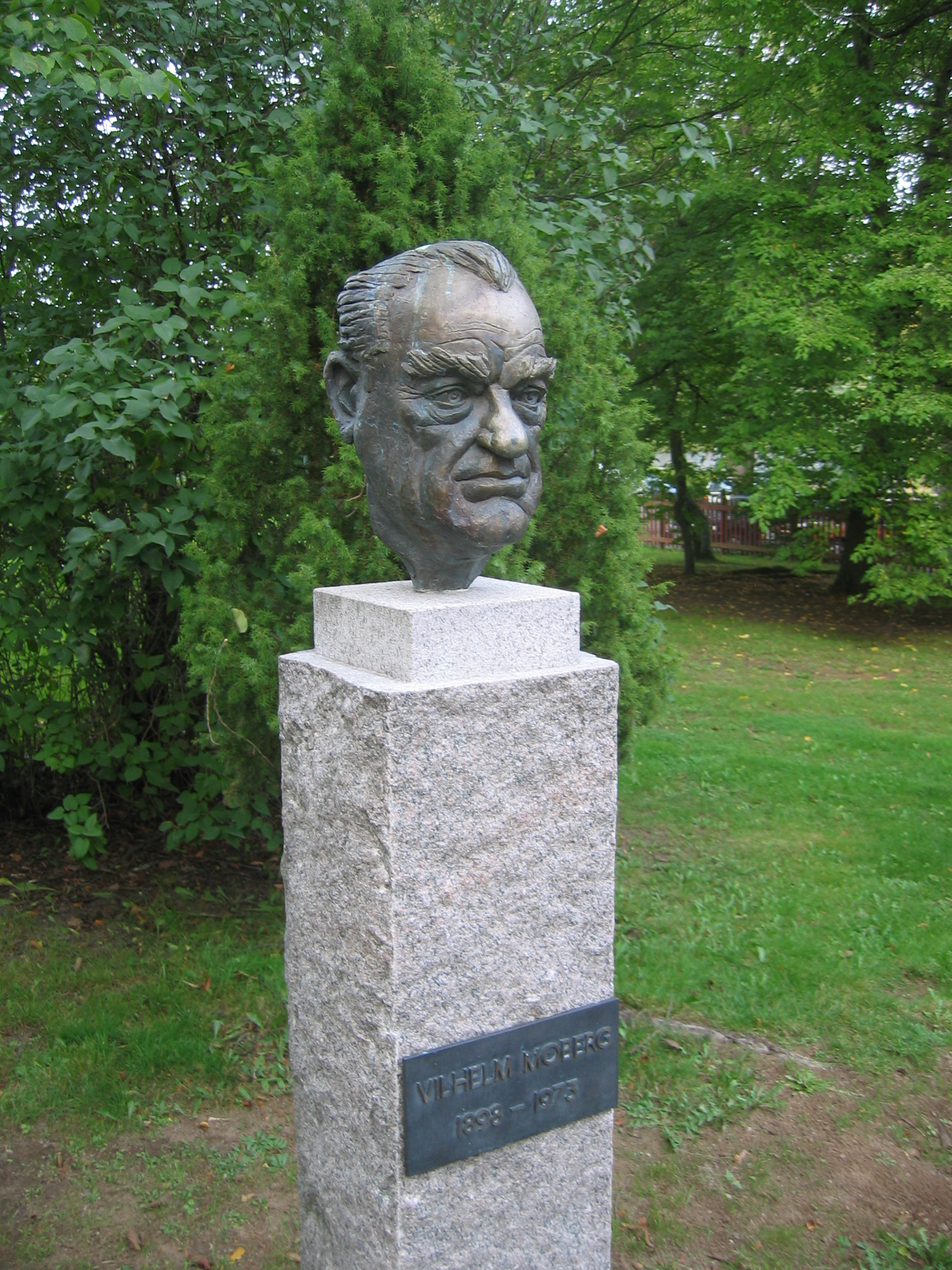
Statue de Vilhelm Moberg à Växjö

Vilhelm Moberg est un écrivain, dramaturge et polémiste suédois, né le 20 août 1898 à Moshultamåla dans le Småland (Suède) et mort le 8 août 1973. Il a débuté comme journaliste et a été le plus jeune rédacteur en chef de Suède en 1920.
Moberg est issu d'un milieu de soldats-paysans, classe sociale propre à la Suède, à laquelle appartenait la milice suédoise, et qui a existé jusqu'au début du XXe siècle. En mai 1919, l'auteur travaille comme stagiaire au journal Vadstena Läns Tidning, ce qui lui donne la possibilité de publier ses récits basés sur son expérience. Il en deviendra le rédacteur en chef en 1920. Il écrit ensuite une série satirique et humoristique publié dans le journal Växjöbladet et qui obtient du succès. En 1922, il devient un des rédacteurs du Nya Växjöbladet à Alvesta. Il rencontre Margareta Törnqvist et ils se marient en 1923.
Le premier roman de l'auteur reçoit de mauvaises critiques mais ses pièces rencontrent plus d'intérêt. Sa plus grande œuvre dans les années trente est la trilogie sur Knut Toring, Sänkt sedebetyg (Mauvaise note), Sömnlös (Insomnie) et Giv oss jorden! (Donnez-nous la terre !). Elle raconte l'histoire du rédacteur d'un journal dans une grande ville qui a la nostalgie des campagnes de son Småland natal. Ce qui est un peu le cas de Moberg.
Parmi ses œuvres, on peut citer À cheval ce soir paru en 1941 qui raconte la rébellion d'un paysan au XVIIe siècle. Ce livre est en fait une métaphore contre le nazisme et une critique de l'État suédois qui n'ose pas prendre ouvertement position contre Hitler et qui exerce une pression sur les journalistes. L'écrivain prend position contre toute forme de totalitarisme, que ce soit le national-socialisme ou le communisme. Républicain, il est également contre la monarchie et la religion d'État (en Suède, l'église luthérienne).
Moberg a écrit plusieurs romans historiques. Il est surtout connu pour la Saga des émigrants, publiée entre 1949 et 1959, qui raconte l'émigration suédoise aux États-Unis au milieu du XIXe siècle. Il s'appuie sur des sources historiques pour retracer le destin de ces émigrés qui cherchaient une vie meilleure et une terre plus fertile dans le Minnesota. Il s'agit d'une véritable aventure humaine, celle des paysans du Småland, région rocailleuse du Sud-Est de la Suède, qui partent pour le Nouveau monde dans les années 1840. L'un des personnages centraux de l'œuvre, Kristina, évoque la grand-mère de l'écrivain. La Saga des émigrants a été adaptée au cinéma par Jan Troell. Deux anciens membres du groupe ABBA, Benny Andersson et Bjorn Ulvaeus, ont adapté la saga de Moberg en comédie musicale, laquelle a rencontré un vif succès.
Moberg éprouve de la difficulté à écrire à la fin de sa vie, ce qui le conduit à la dépression. Il se suicide le 8 août 1973. Il est inhumé au cimetière Nord (Norra begravningsplatsen) à Stockholm.
Il se rattache à un courant majeur de la littérature suédoise, le roman prolétarien. L'œuvre de l'écrivain est immense mais beaucoup de ses livres n'ont pas été traduits en français. En 1998, les Suédois, cent ans après la naissance de Moberg, ont élu la Saga des émigrants meilleur roman suédois du siècle. En 2000, cette tétralogie a été publiée en huit volumes en français.
Une salle lui est consacrée à l'Institut des émigrants suédois.
Il est le père de l'écrivain Eva Moberg.